# Kaskoforsikring
En kaskoforsikring er en forsikring der omfatter et skib med tilbehør, men som ikke omfatter skibets ladning (lastet gods).
Kaskoforsikring bruges også om forsikring af en bil uden passagerer.